# Bogotá Fútbol Club
Il Bogotá Fútbol Club è una società di calcio colombiana con sede nella capitale Bogotà. Milita in Categoría Primera B, seconda serie del campionato colombiano di calcio.
La squadra gioca le partite interne allo stadio Estadio Metropolitano de Techo di Bogotà.
È stata fondata nel 2003 dalle ceneri di un altro club conosciuto con diversi nomi a seconda del periodo (nato Club El Condor nel 1991).

## Palmarès

### Altri piazzamenti
- Categoría Primera B:

Terzo posto: 2007